# 杜從郁
杜從郁（?—?），唐朝京兆万年人，杜佑之子，杜式方之弟，杜牧的父亲。

## 生平
杜从郁以恩荫在贞元末年担任太子司议郎。元和初年，转任左补阙。谏官崔群、韦贯之、独孤郁等以杜从郁是宰相之子，不应该为谏官，唐宪宗改授他为左拾遗。崔群等人再奏：“拾遗与补阙，都是谏官。父为宰相，子为谏官，如果政有得失，不可使子论父。”于是改为秘书丞，杜从郁官至驾部员外郎。他有痼疾，哥哥杜式方亲自为他煎调，药膳水饮，非经杜式方之手，不入于口。杜从郁去世后，杜式方终年哭号哭泣。

## 子孙
- 杜牧，字牧之，中書舍人
  - 杜承澤，字浚之
  - 杜晦辭，字行之，左補闕
  - 杜德祥，字應之，禮部侍郎
    - 杜遵
- 杜顗，字勝之，淮南節度判官
  - 杜無逸
    - 杜淪，字正猷
    - 杜潾，字文輝